# Temporada 2008-2009 del Liceu
La temporada 2008-2009 del Liceu tingué a Michael Boder i Sebastian Weigle que compartiren la responsabilitat de la direcció musical de l'orquestra. La temporada comptà amb grans noms pel que fa als cantants, com la parella que formen Peter Seiffert i Petra-Maria Schnitzer, Emma Bell, Sophie Koch, Neil Schicoff, Miah Persson, Franz Josef Selig, Albert Dohmen, Bo Skovhus, Ludovic Tézier, Ángeles Blancas, José Manuel Zapata (recents encara els seus èxits al Met de Nova York), Karita Mattila, Nina Stemme o Ainhoa Arteta. Molts d'ells eren noms debutants al teatre, i compartiren títols amb directors musicals com Paolo Carignani, Harry Bicket o Ros Marbà, Weigle i Boder. A tos ells, els noms de director escènics igualment destacats com Lluís Pasqual, José Luis Gómez, Claus Guth, Jürgen Flimm o David Alden.
Altres grans noms són els que configuraren els recitals i concerts, amb la presència destacada d'Edita Gruberová amb un concert sobre àries de concert mozartianes o el cicle Die schöne Müllerin amb Thomas Quasthoff.
| Temporada 2008-2009 del Liceu      |                         |                        |                   | | |                                           |
| Òpera                              | Compositor              | Director musical       | Director d'escena | Papers principals | Producció | Dates                                     |
| Tiefland                           | Eugen d'Albert          | Michael Boder          | Matthias Hartman  | Peter Seiffert, Alfred Reiter, Valery Murga, Petra Maria Schnitzer | Opernhaus Zürich | 2 al 20 d'octubre                         |
| Les noces de Fígaro                | Wolfgang Amadeus Mozart | Antoni Ros-Marbà       | Lluís Pasqual     | Ludovic Tézier / David Menéndez, Emma Bell / Maite Alberola, Ofèlia Sala / Ainhoa Garmendia, Kyle Ketelsen / Joan Martín-Royo, Sophie Koch / Jossie Perez, Marie McLaughlin / Mercè Obiol, Friedemann Röhlig / Josep Ribot, Raul Giménez / Vicente Ombuena, Roger Padullés, Eliana Bayón / Naroa Intxausti Bolunburu, Valeriano Lanchas | Gran Teatre del Liceu / Welsh National Opera (Cardiff) | 11 al 30 de novembre                      |
| Simon Boccanegra                   | Giuseppe Verdi          | Paolo Carigani         | José Luís Gómez   | Krassimira Stoiànova, Neil Shicoff, Carlos Álvarez Rodríguez, Giacomo Prestia | Gran Teatre del Liceu / Grand Théâtre de Genève | 23 de desembre al 14 de gener             |
| El retablo de Maese Pedro          | Manuel de Falla         | Josep Vicent Egea      | Enrique Lanz      | Marisa Martins, Joan Martín-Royo, Xavier Moreno | Gran Teatre del Liceu / Teatro Real (Madrid) / Teatro Calderón (Valladolid) / Asociación Bilbaína de Amigos de la Ópera (ABAO) / Teatro la Maestranza (Sevilla) / Ópera de Oviedo / Compañía Etcétera | 3 al 10 de gener                          |
| L'incoronazione di Poppea          | Claudio Monteverdi      | Harry Bicket           | David Alden       | Sarah Conolly/Kate Aldrich (4, 6, 11, 14), Jordi Domènech, Franz Josef Selig/Mirco Palazzi (4, 6, 11, 14), Francisco Vas/Albert Casals, Marc Pujol, Guy de Mey, William Berger, Josep Miquel Ramon, Maite Beaumont/Marina Rodríguez Cusí (4, 6, 11, 14), Miah Persson/Isabel Bayrakdarian (4, 6, 11, 14), Ruth Rosique, Judith van Wanroij, Dominique Visse/Xavier Sabata (4, 6, 11, 14), Dominique Visse/Xavier Sabata (4, 6, 11, 14), Josep Miquel Ramon, Marisa Martins, Olatz Saitua Bayerische Staatsoper (München) / Welsh National Opera (Cardiff) | 3 al 15 de febrer |                                           |
| Els mestres cantaires de Nuremberg | Richard Wagner          | Sebastian Weigle       | Claus Guth        | Albert Dohmen, Reinhard Hagen, Yves Saelens, Kurt Gysen | Sächsische Staatsoper Dresden | 17 de març al 18 d'abril                  |
| La cabeza del Bautista             | Enric Palomar           | Josep Caballé-Domènech | Carlos Wagner     | Ángeles Blancas, Alexander Marco Buhrmeester, José Manuel Zapata | Gran Teatre del Liceu / Opéra de Halle | 20 d'abril al 2 de maig                   |
| Fidelio                            | Ludwig van Beethoven    | Sebastian Weigle       | Jürgen Flimm      | Karita Mattila, Anders Larsson, Terje Stensvold, Clifton Forbis | Metropolitan Opera House (Nova York) | 18 de maig al 2 de juny                   |
| Salomé                             | Richard Strauss         | Michael Boder          | Guy Joosten       | Nina Stemme, Robert Brubaker, Jane Henschel, Mark Delavan | Gran Teatre del Liceu / Teatre Reial La Monnaie-De Munt (Brussel·les) | 19 de juny al 7 de juliol                 |
| Turandot                           | Giacomo Puccini         | Giuliano Carella       | Núria Espert      | Maria Guleghina (21,24,27,30) / Georgina Lukács (22,25,29) / Anna Shafajinskaia (28,31), Josep Ruiz, Stefano Palatchi (21,24,27,30) / Giorgio Giuseppini (22,25,28,29,31), Marco Berti (21,24,27,30) / Carl Tanner (22,25,29) / Fabio Armiliato (28,31), Ainhoa Arteta (21,24,27,30) / Norah Amsellem (22,25,28,29) / Daniela Dessì (31), Gabriel Bermúdez, Eduardo Santamaría, Vicenç Esteve Madrid, Philip Cutlip, Graham Lister (21,22,27,29,31) / José Luis Casanova (24,25,28,30)                                                                    | | 21, 22, 24, 25, 27, 28, 29, 30, 31 juliol |